# 1424

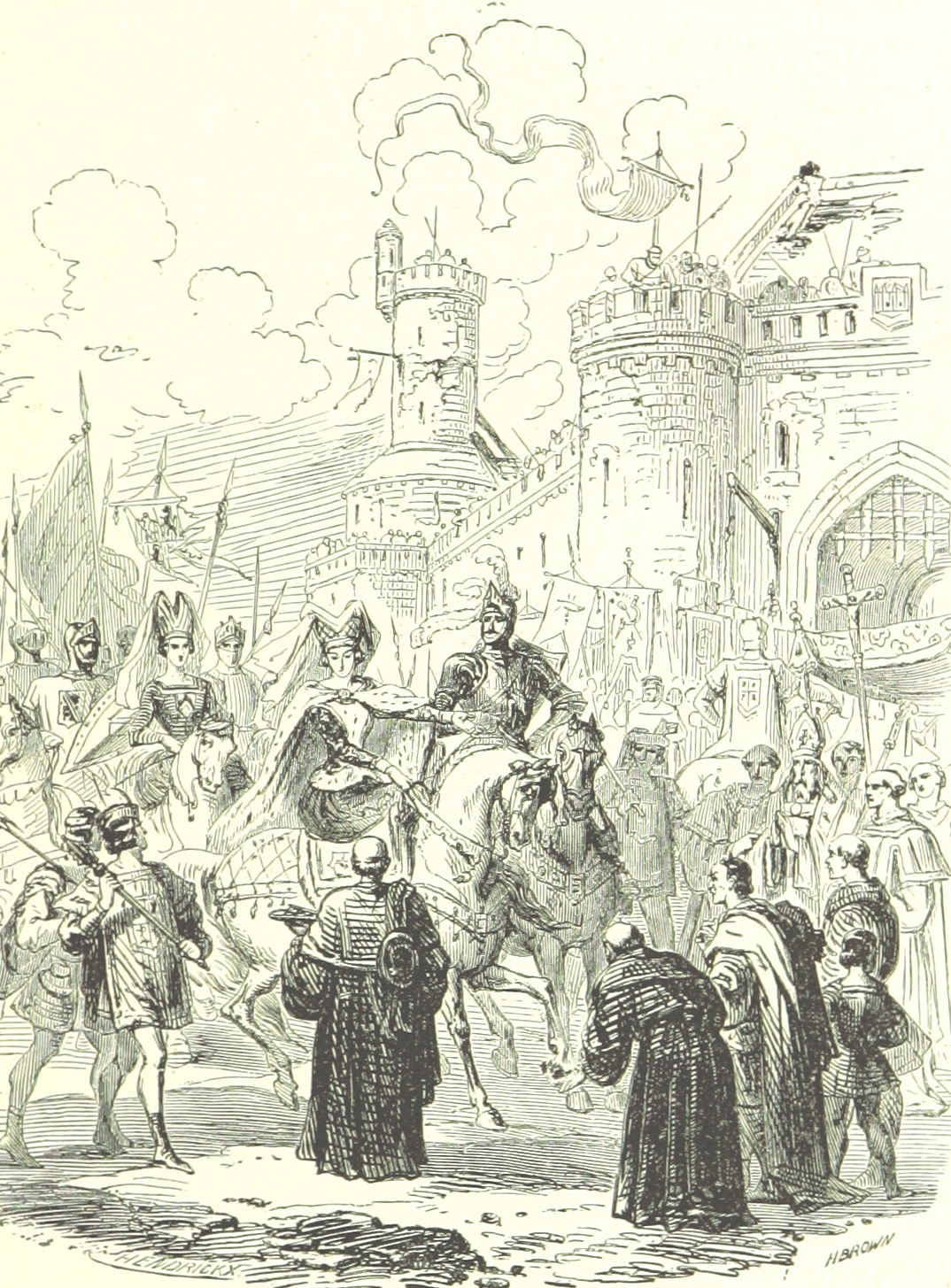
Jacoba van Beieren en Humphrey van Gloucester rijden Bergen binnen

Het jaar 1424 is het 24e jaar in de 15e eeuw volgens de christelijke jaartelling.

## Gebeurtenissen
- februari - Jacobus I van Schotland trouwt met Joan Beaufort.
- april - Jacobus I van Schotland keert terug naar Schotland na een gevangenschap van bijna 20 jaar in Engeland.
- 21 mei - Jacobus I van Schotland wordt in Scone tot koning gekroond.
- 7 juni - Paus Martinus V stelt Rhabanus van Helmstatt aan als bisschop van Utrecht, over welke titel een opvolgingsstrijd heerst tussen Zweder van Culemborg en Rudolf van Diepholt.
- 17 augustus - Slag bij Verneuil: De Fransen en Schotten lijden een gevoelige nederlaag tegen de Engelsen onder Jan van Bedford.
- oktober-november - Humphrey van Gloucester en Jacoba van Beieren steken over naar Henegouwen in een poging dit te heroveren op Jacoba's voormalige echtgenoot Jan IV van Brabant. Ze weten de belangrijkste steden achter zich te krijgen, waarna ook Jan, gesteund door Filips de Goede, een leger samenstelt om zich tegen hen te keren (zie Inname van Henegouwen).
- 19 november - Derde Elizabethsvloed: Een nieuwe stormvloed treft de Nederlanden. Veel herstelwerkzaamheden die de schade van de vloed van 1421 moesten herstellen worden weer weggevaagd.
- 30 november - Filips de Goede trouwt met Bonne van Artesië.
- Edict van Wieluń: De Hussieten worden verboden hun godsdienst uit te oefenen in Polen.
- De Ottomanen veroveren Smyrna (Izmir).
- Het spookeiland Antillia verschijnt voor het eerst op een kaart.

## Opvolging
- Augsburg - Peter van Schaumberg als opvolger van Anselm van Nenningen
- Auvergne en Boulogne - Johanna II opgevolgd door haar nicht Maria I
- Ayutthaya - Intharacha opgevolgd door Borommaracha II
- China (Ming) - Yongle opgevolgd door zijn zoon Hongxi
- Freiburg en Neuchâtel - Koenraad opgevolgd door zijn zoon Jan
- Binnen-Oostenrijk - Ernst I opgevolgd door zijn zoons Frederik V en Albrecht VI onder regentschap van hun oom Frederik IV
- Ratibor - Jan II Ferreus opgevolgd door Wenceslaus III
- Sicilië (onderkoning) - Niccolò Speciale opgevolgd door Peter van Aragon
- Tonnerre - Hugo opgevolgd door zijn zuster Johanna II

## Afbeeldingen

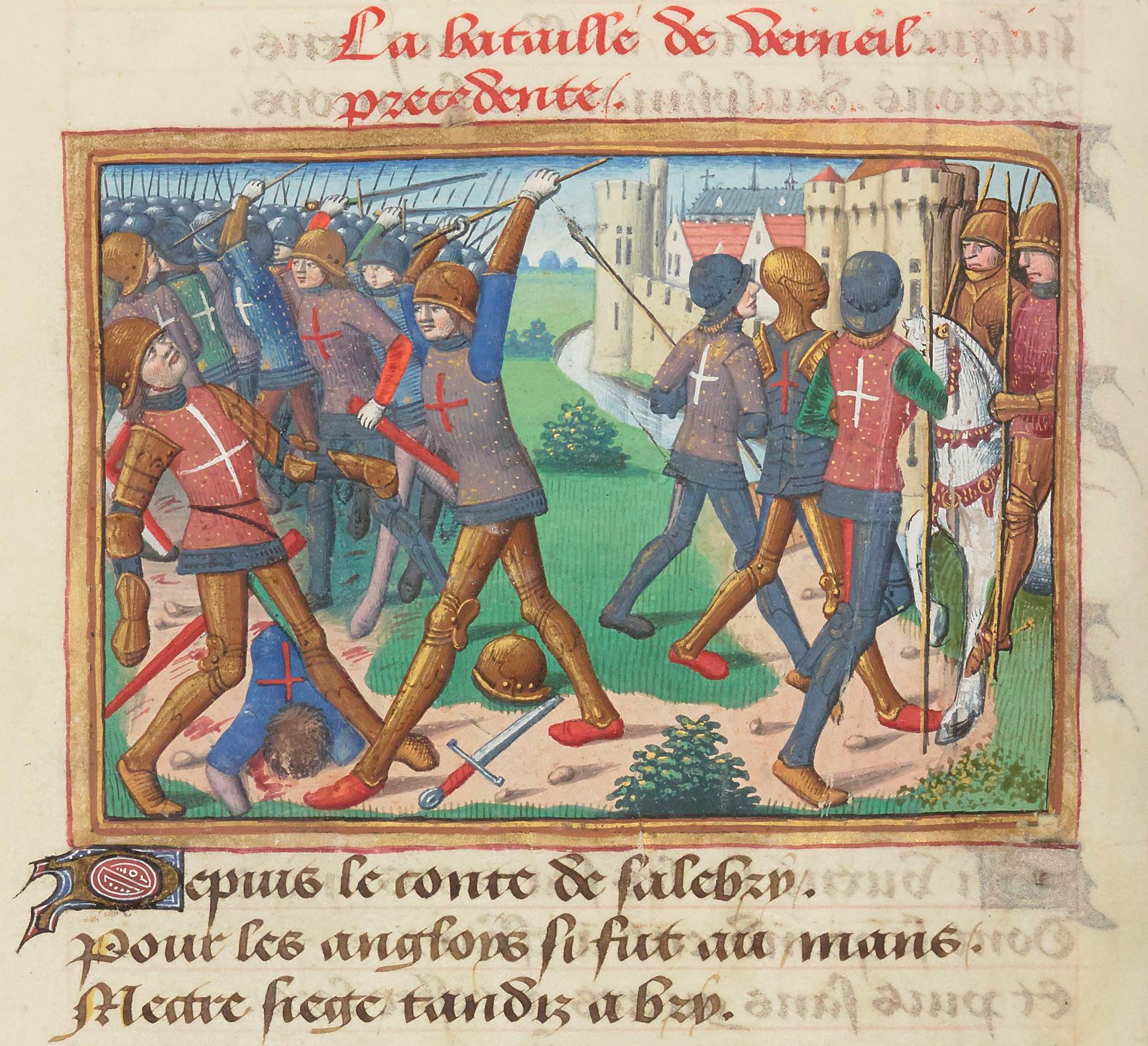
Slag bij Verneuil
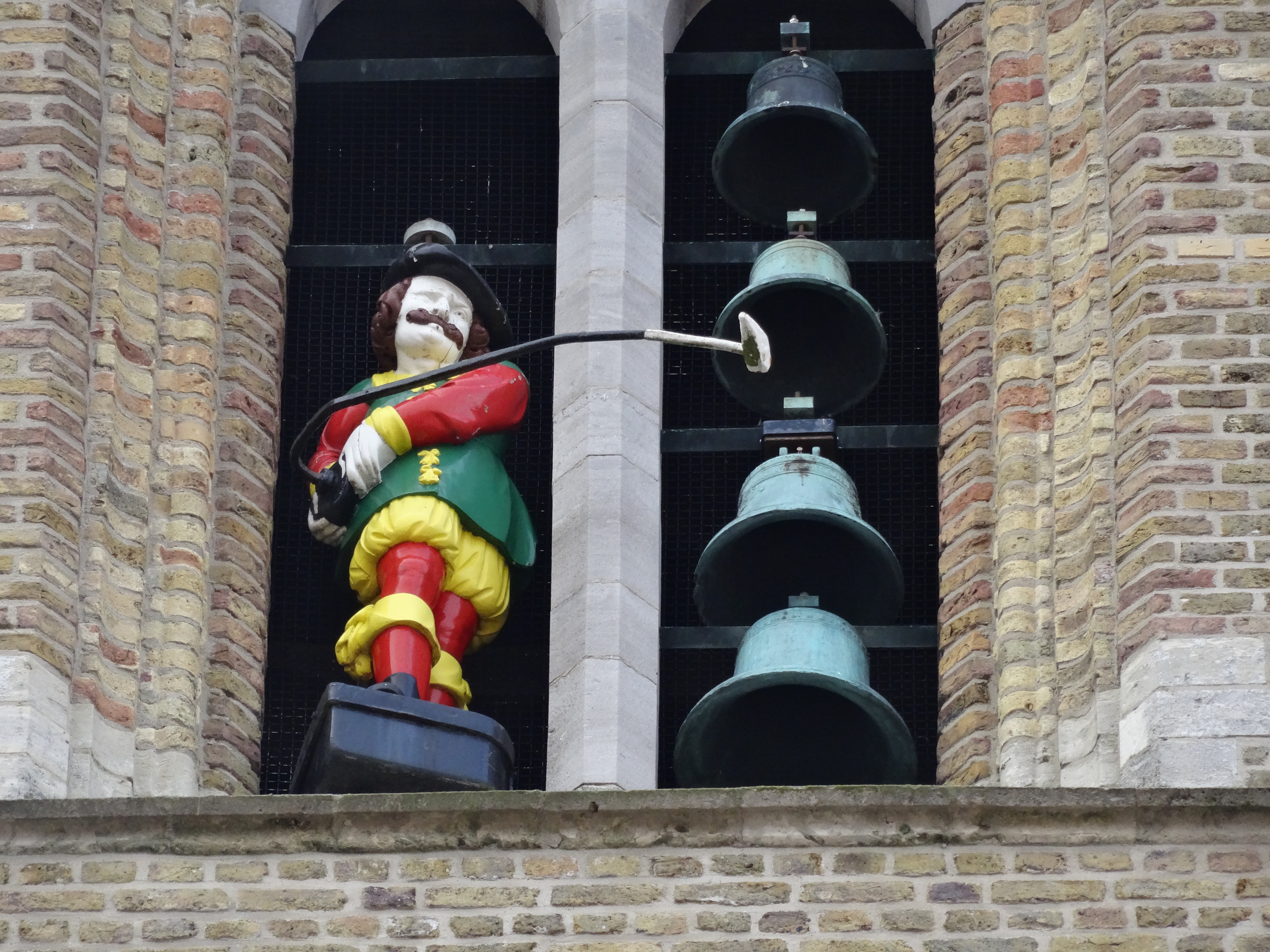
Jacob van Huse: Jantje van Sluis
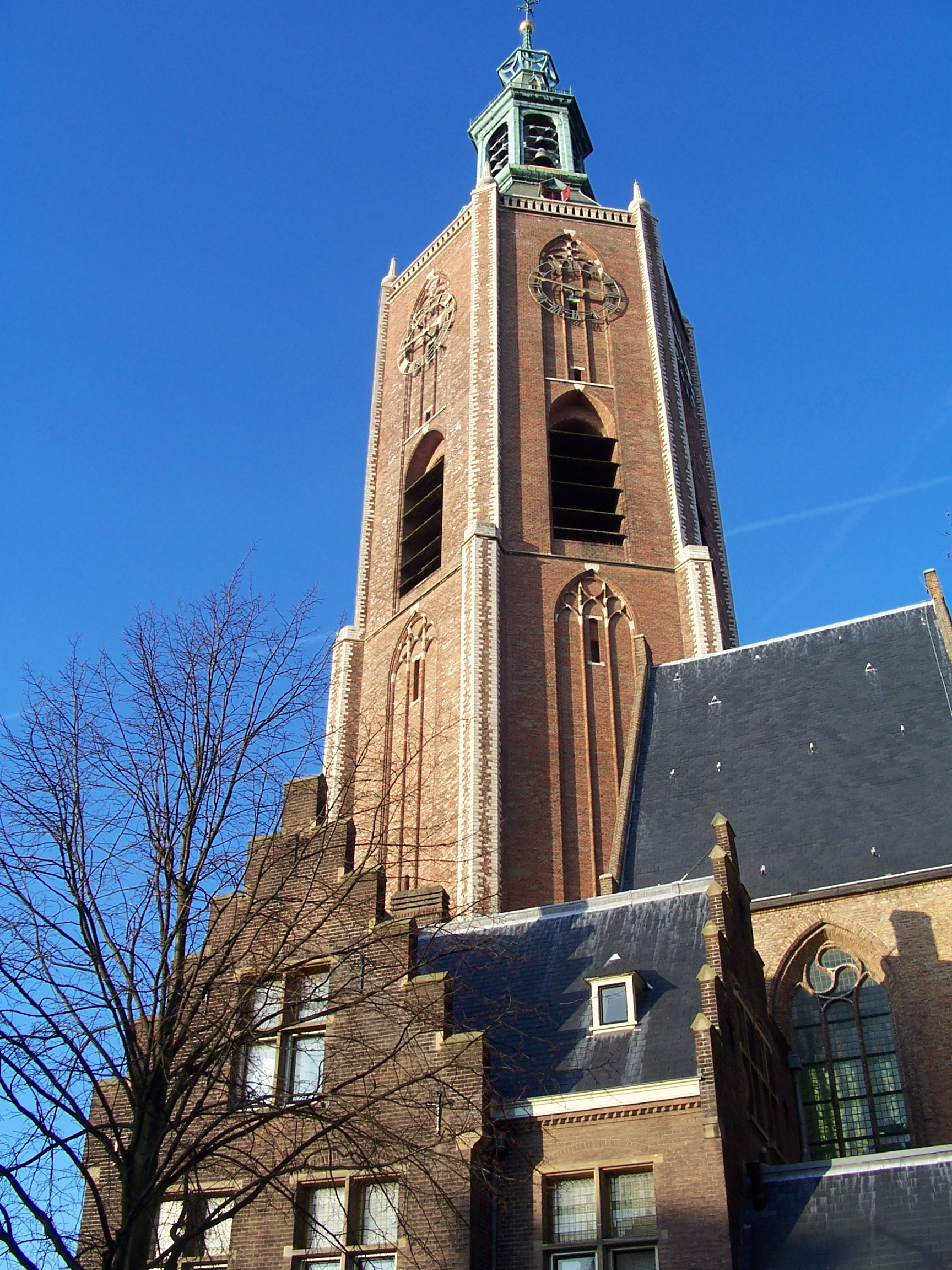
Grote Kerk, Den Haag (toren 1424)
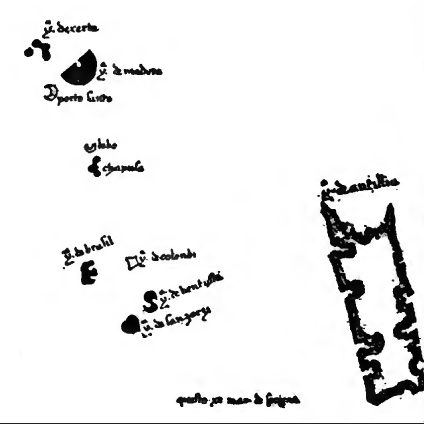
Antillia (linksboven) en andere spookeilanden

## Geboren
- 1 januari - Lodewijk IV, keurvorst van de Palts (1436-1449)
- mei - Tito Vespasiano Strozzi, Italiaans dichter
- 13 juni - Bonifatius III, markgraaf van Monferrato
- 31 oktober - Wladislaus van Varna, koning van Polen (1434-1444) en Hongarije (1440-1444)
- 8 december - Anselmus Adornes, Vlaams handelaar en staatsman
- 25 december - Margaretha Stuart, Schots prinses, echtgenote van de latere Lodewijk XI van Frankrijk

zonder datum
- Blanca II van Navarra, echtgenote van de latere Hendrik IV van Castilië
- Johannes Canter, Gronings jurist
- Evert Zoudenbalch, Nederlands geestelijke
- Koenraad van Diepholt, Duits bisschop
- Lodewijk I van Palts-Zweibrücken, Duits edelman
- Otto IV van Diepholt, Duits edelman
- Gilles Joye, Vlaams liedschrijver (jaartal bij benadering)
- Nicolaas I van Opole, Silezisch edelman (jaartal bij benadering)
- Nicole van Châtillon, Frans edelvrouw (jaartal bij benadering)

## Overleden
- 16 april - Koenraad van Freiburg (~51), Duits edelman
- 4 mei - Bolesław Januszowic (~38), Pools edelman
- 10 mei - Go-Kameyama (~76), keizer van Japan (1383-1392)
- 10 juni - Ernst I (~47), aartshertog van Stiermarken en Karinthië (1406-1424)
- 24 juli - Humbert VII van Thoire-Villars, Frans edelman
- 3 augustus - Jan van Woerden, Hollands edelman
- 11 oktober - Jan Žižka, Boheems legerleider (Hussieten)

zonder datum
- Archibald Douglas (~72), Schots edelman
- Intharacha (~65), koning van Ayutthaya (1409-1424)
- Johanna II van Auvergne (~56), Frans edelman
- Braccio da Montone (~56), Napolitaans legerleider
- Hendrik III van Gemen (~73), Duits edelman
- Hugo van Chalon-Tonnerre, Frans edelman
- Muzio Sforza (~55), Napolitaans legerleider
- Lucia Visconti (~52), Milanees edelvrouw
- Yongle (~64), keizer van China (1402-1424)